# رامی عادل
رامی عادل (عربی: رامي عادل؛ زادهٔ ۱۸ اوت ۱۹۷۹) ورزشکار فوتبال اهل مصر است.
از باشگاه‌هایی که در آن بازی کرده‌است می‌توان به باشگاه فوتبال مقاولون عرب، و باشگاه ورزشی الاهلی مصر، باشگاه فوتبال مقاولون عرب، و باشگاه فوتبال المصری، باشگاه فوتبال سموحه، باشگاه فوتبال الاتحاد اسکندریه، باشگاه فوتبال مقاولون عرب، و تیم ملی فوتبال مصر اشاره کرد.
وی همچنین در تیم ملی فوتبال مصر بازی کرده‌است.